# Subin Tipmanee
Subin Tipmanee (11 de marzo de 1982) es una deportista tailandesa que compitió en bochas adaptadas. Ganó dos medallas en los Juegos Paralímpicos de Verano, oro en Río de Janeiro 2016 y oro en Tokio 2020.

## Palmarés internacional
| Juegos Paralímpicos | Juegos Paralímpicos     | Juegos Paralímpicos | Juegos Paralímpicos |
| Año                 | Lugar                   | Medalla             | Prueba              |
| ------------------- | ----------------------- | ------------------- | ------------------- |
| 2016                | Río de Janeiro (Brasil) | Medalla de oro      | Equipo BC1-2 mixto  |
| 2020                | Tokio (Japón)           | Medalla de oro      | Equipo BC1-2 mixto  |